# Jan Górak
Jan Górak (ur. 25 września 1914 w Mirczu, zm. 22 października 2005 w Lublinie) – polski prawnik i historyk sztuki, znawca drewnianego budownictwa Lubelszczyzny, dyrektor Muzeum Wsi Lubelskiej, Wojewódzki konserwator zabytków w Rzeszowie i Zamościu, wykładowca Uniwersytetu im. Marii Curie-Skłodowskiej w Lublinie.

## Życiorys
Urodził się w rodzinie rolniczej, jego ojcem był Augustyn Górak, a matką Józefa z domu Dyrda. Miał młodszego o rok brata Józefa. W 1937 r. rozpoczął pracę w Wydziale Dróg Wodnych Poleskiego Urzędu Wojewódzkiego, a w następnym roku wyjechał do Warszawy, gdzie do wybuchu II wojny światowej wykonywał prace geodezyjne w Biurze Pomiarowym Ministerstwa Komunikacji. W 1939 r. został zmobilizowany do armii, w stopniu starszego sierżanta. Po zakończeniu działań wojennych wrócił do rodzinnego Mircza, po wysiedleniu i dwuletniej tułaczce zamieszkał w Lublinie, gdzie pracował w Okręgowej Komisji Wojska Polskiego. Potem w latach 1950–1962 pracował na stanowiskach kierowniczych w przedsiębiorstwach budowlanych. Równolegle w latach 1962–1966 był pracownikiem Muzeum Okręgowego w Lublinie, gdzie jako kustosz prowadził intensywne badania nad architekturą ludową. W 1967 r. uzyskał doktorat na Wydziale Humanistycznym UMCS pod kierunkiem Romana Reinfussa. W latach 1967–1968 pełnił funkcję Wojewódzkiego Konserwatora Zabytków w Rzeszowie. Następnie został mianowany dyrektorem Muzeum Wsi Lubelskiej, jako dyrektor skansenu wraz z grupą etnografów prowadził badania terenowe nad kulturą ludową terenów między Wisłą a Bugiem, inwentaryzując zabytki budownictwa oraz zakupując wyposażenie. Od 1975 do 1979 roku był Wojewódzkim Konserwatorem Zabytków w Zamościu. Jako emeryt zajął się dydaktyką: w latach 1979–1983 wykładał w Instytucie Wychowania Artystycznego UMCS, gdzie wypromował 82 magistrów – etnografów i historyków sztuki. Jego zainteresowania naukowe dotyczyły przede wszystkim architektury, szczególnie drewnianego budownictwa ludowego Lubelszczyzny. Od 1983 r. był członkiem Polskiego Towarzystwa Ludoznawczego, w latach 1986–1996 pełnił funkcję prezesa jego oddziału lubelskiego. W 2005 r. otrzymał honorowe członkostwo PTL. Od 1953 r. należał do Stowarzyszenia Historyków Sztuki, którego honorowym członkiem został w 2004 r., w tym roku otrzymał także Medal i Nagrodę im. Oskara Kolberga. W 2001 r. awansował na podporucznika oraz uzyskał tytuł Weterana Walk o Niepodległość. Ze swoją pierwszą żoną Władysławą Lal, miał córkę Alicję Izabellę, polonistkę. Drugi związek zawarł w 1997 r. z Janiną Peterą, dr etnografii. Zmarł 22 października w Lublinie, gdzie został pochowany w grobie matki na cmentarzu przy ul. Lipowej.

## Wykształcenie
Ukończył szkołę powszechną w Mirczu, uczęszczał do Gimnazjum i Liceum im. S. Staszica w Hrubieszowie, gdzie napisał maturę. W latach 1945–1949 studiował na Wydziale Prawa i Nauk Społeczno-Ekonomicznych Katolickiego Uniwersytetu Lubelskiego, gdzie uzyskał magisterium z nauk społeczno-ekonomicznych. Na tym samym wydziale KUL ukończył studia specjalizacyjne (1949–1942) z zakresu administracji, otrzymując tytuł magistra prawa. W roku 1950 zaczął, również na KUL, studiować historię sztuki na Wydziale Nauk Humanistycznych, magisterium uzyskał 23 lutego 1956 r. W tym roku również zdobył uprawienia z zakresu prawa budowlanego, nadane przez komitet ds. Urbanistyki i Architektury w Warszawie. W 1967 r. pisząc monografię Wojsławice – miasteczko rolnicze Ziemi Chełmskiej uzyskał doktorat na Wydziale Humanistycznym UMCS.

## Nagrody
Srebrny Krzyż Zasługi (1957), Złoty Krzyż Zasługi (1973), Krzyż Kawalerski Orderu Odrodzenia Polski (1978); Medale:Nauka w Służbie Ludu (UMCS 1979), 25-lecia Towarzystwa Regionalnego Hrubieszowskiego (1985), Za Udział w Wojnie Obronnej 1939 (1995) oraz medal pamiątkowy 30-lecia Wyzwolenia Powiatu Hrubieszowskiego (1974), Medal i Nagroda im O. Kolberga, Odznakę Zasłużonego Działacza Kultury (1976), Złotą odznakę „Za Opiekę nad zabytkami”, Złotą Odznakę Krajoznawczą.

## Twórczość/Dzieła/Publikacje
Książki: Budownictwo Drewniane Lubelszczyzny. Stan Badań, bibliografia, inwentaryzacje (Lublin 1977), Dawne cerkwie w województwie zamojskim (Zamość 1984), Kościoły drewniane Zamojszczyzny (Zamość 1986), Miasta i miasteczka Zamojszczyzny (Zamość 1990), Regionalne formy architektury drewnianej Lubelszczyzny na tle zagadnień osadniczych (Zamość 1994), Podcieńiowa zabudowa miasteczek Zamojszczyzny (Zamość 1996) oraz liczne artykuły między innymi, Holenderskie domy nad Bugiem (Pol. Szt. Lud. 25,1971 nr. 1) czy Nieznane dworki Lubelszczyzny (Studia i Mater. Lub. 11, 1986).